# Pluska
Pluska este o localitate din comuna Trebnje, Slovenia, cu o populație de 44 de locuitori.